# فابيو روي أموريم أوليفيرا
فابيو روي أموريم أوليفيرا (23 يناير 1994 بلشبونة في البرتغال - ) هو لاعب كرة قدم برتغالي في مركز الوسط.

## وصلات خارجية
- فابيو روي أموريم أوليفيرا على موقع قاعدة بيانات كرة القدم.إي يو (الإنجليزية)
- فابيو روي أموريم أوليفيرا على موقع Soccerway.com (الإنجليزية)